# The Elder Scrolls V: Skyrim – Dawnguard
The Elder Scrolls V: Skyrim – Dawnguard (abreviado The Elder Scrolls V: Dawnguard o Dawnguard) es la primera expansión oficial para el videojuego de rol de acción de mundo abierto The Elder Scrolls V: Skyrim, parte de la serie The Elder Scrolls, desarrollado por Bethesda Game Studios y distribuido por Bethesda Softworks y Valve mediante su plataforma Steam para PlayStation 3, Xbox 360 y Microsoft Windows. Fue lanzado primero para Xbox 360 el 26 de julio de 2012 en Estados Unidos y Reino Unido, y en varios territorios de Europa el 10 de julio del mismo año. La versión para Windows apareció para su descarga el 3 de agosto de 2012, según anunciaba Bethesda durante la QuakeCon 2012. Sobre la versión para PlayStation 3, desde el estudio declararon que aún no posee fecha de salida.

## Cambios
Dawnguard, en su condición de expansión, aporta un conjunto de nuevas características al juego original. Entre ellas, el desarrollo de un nuevo hilo argumental que enfrenta a los «Guardianes del Alba» (traducción al español de Dawnguards, los cuales dan nombre al título) con la aparición de una plaga de vampiros ancestrales, liderados por Lord Harkon. El jugador puede elegir el bando en el que se alineará en esta lucha, obteniendo de esta forma distintas bonificaciones y habilidades, y consiguiendo acceso a una línea de misiones definida para cada bando. Se han incluido en el mapa general de la provincia de Skyrim los nuevos escenarios, construcciones y mazmorras en los que se ambienta la expansión.
También se han agregado algunas novedades al sistema de juego, como la implementación de los combates a caballo, que permiten llevar a cabo luchas cuerpo a cuerpo con armas sin necesidad de bajarse de la montura, como se debía proceder anteriormente. La expansión también añade nuevos tipos de armas, como las ballestas, y nuevos objetos y habilidades relacionadas con las facciones de la historia. En total, se estima que la expansión añade unas 10 horas de juego a la experiencia original.

## Controversias
A su salida al mercado, Dawnguard sufría de numerosos errores de programación, sobre todo en las versiones en francés, alemán, italiano y español. Algunos de ellos llegaban a impedir el avance de la trama, como personajes desnudos o invisibles, desapariciones de objetos del inventario, enemigos con aspectos incorrectos o fallos al intentar acabar ciertas misiones. Este hecho condicionó en parte la valoración obtenida por parte de las revistas especializadas, con una nota media de 74 sobre 100 en el sitio de agregado de puntuaciones Metacritic frente a los 94 sobre 100 puntos del juego original, siendo mencionados los bugs como principal hándicap de la expansión en algunos análisis, como el de 3DJuegos o el de GameSpot.
El 10 de julio de 2012, mismo día de lanzamiento de las versiones de Dawnguard no anglófonas, un representante de Bethesda Softworks declaró en el foro oficial de la compañía que estaban trabajando para solucionar dichos errores «lo antes posible». Dicho parche apareció el 18 de julio, corrigiendo los errores más graves que interrumpían el desarrollo de la aventura, sobre todo los relacionados con los personajes.